# Karl Borsch
Karl Borsch (* 1. August 1959 in Hüls, Kreis Kempen-Krefeld) ist ein deutscher römisch-katholischer Geistlicher und Weihbischof im Bistum Aachen.

## Leben
Nach dem Abitur am Gymnasium Thomaeum in Kempen studierte Karl Borsch von 1979 bis 1985 Jura in Bonn. Im Anschluss studierte er bis 1990 Katholische Theologie in Frankfurt-Sankt Georgen und in Freiburg. Die Weihe zum Diakon empfing er am 1. Dezember 1991. Am 26. September 1992 wurde er in Aachen von Bischof Klaus Hemmerle zum Priester geweiht. Anschließend arbeitete er bis September 1996 als Kaplan in Hückelhoven.
Im Oktober 1996 ernannte ihn der Aachener Bischof Heinrich Mussinghoff zum bischöflichen Kaplan und Geheimsekretär. Am 16. November 1996 bekam er den Titel Pfarrer verliehen. Von Oktober 2002 bis März 2004 wirkte er als Direktor des Aachener Theologenkonvikts Collegium Paulinum in Bonn.
Am 21. November 2003 wurde er von Papst Johannes Paul II. zum Weihbischof in Aachen und Titularbischof von Crepedula ernannt. Die Bischofsweihe spendete ihm Bischof Heinrich Mussinghoff am 17. Januar 2004 im Aachener Dom; Mitkonsekratoren waren die Weihbischöfe Gerd Dicke und Karl Reger. Am Tag seiner Bischofsweihe wurde Karl Borsch zudem zum Domkapitular des Aachener Domkapitels berufen.
Karl Borsch ist Mitglied des Kuratoriums für die Fortbildung der Priester und seit 1. Juli 2006 Bischofsvikar für Ordens- und Säkularinstitute und Gesellschaften des Apostolischen Lebens im Bistum Aachen. In der Deutschen Bischofskonferenz ist er Mitglied der Kommission für Erziehung und Schule und der Kommission für Ehe und Familie.
Nach dem Rücktritt Bischof Mussinghoffs wurde er am 8. Dezember 2015 für die Dauer der Sedisvakanz zum Diözesanadministrator des Bistums Aachen gewählt. Er übte dieses Amt bis zur Einführung von Helmut Dieser als Bischof von Aachen am 12. November 2016 aus.

## Wahlspruch und Wappen

Wappen von Weihbischof Karl Borsch

Der Wahlspruch von Bischof Karl Borsch lautet: Quaerite primum regnum Dei („Sucht zuerst das Reich Gottes“) und entstammt dem Matthäusevangelium (Mt 6,33 ).
Sein Wappen hat als Hintergrund das Wappen des Bistums Aachen: ein schwarzes Kreuz auf goldenem Grund. In dieses Wappen ist mittig ein rotes Wappen eingeschrieben, auf dem ein stilisiertes Kreuz und ein stilisiertes Geweih zu sehen ist. Das Geweih weist auf den hl. Hubertus hin, den Pfarrpatron der Heimatgemeinde von Karl Borsch. Das Kreuz ist ein Antoniuskreuz und erinnert an den Tagesheiligen am Tag seiner Bischofsweihe, den hl. Antonius.